# Tanzania Posts Corporation
Tanzania Posts Corporation, est l’opérateur public responsable du service postal en Tanzanie. 

## Réglementation
La société publique est instaurée par la loi du Parlement n ° 19 de 1993, TPC est opérationnelle depuis janvier 1994. La TPC est dotée d'un conseil d'administration dont le président est nommé par le Président de la république unie de Tanzanie, les membres sont nommés par le ministre des Communications, des Sciences et de la Technologie. 

## Activités

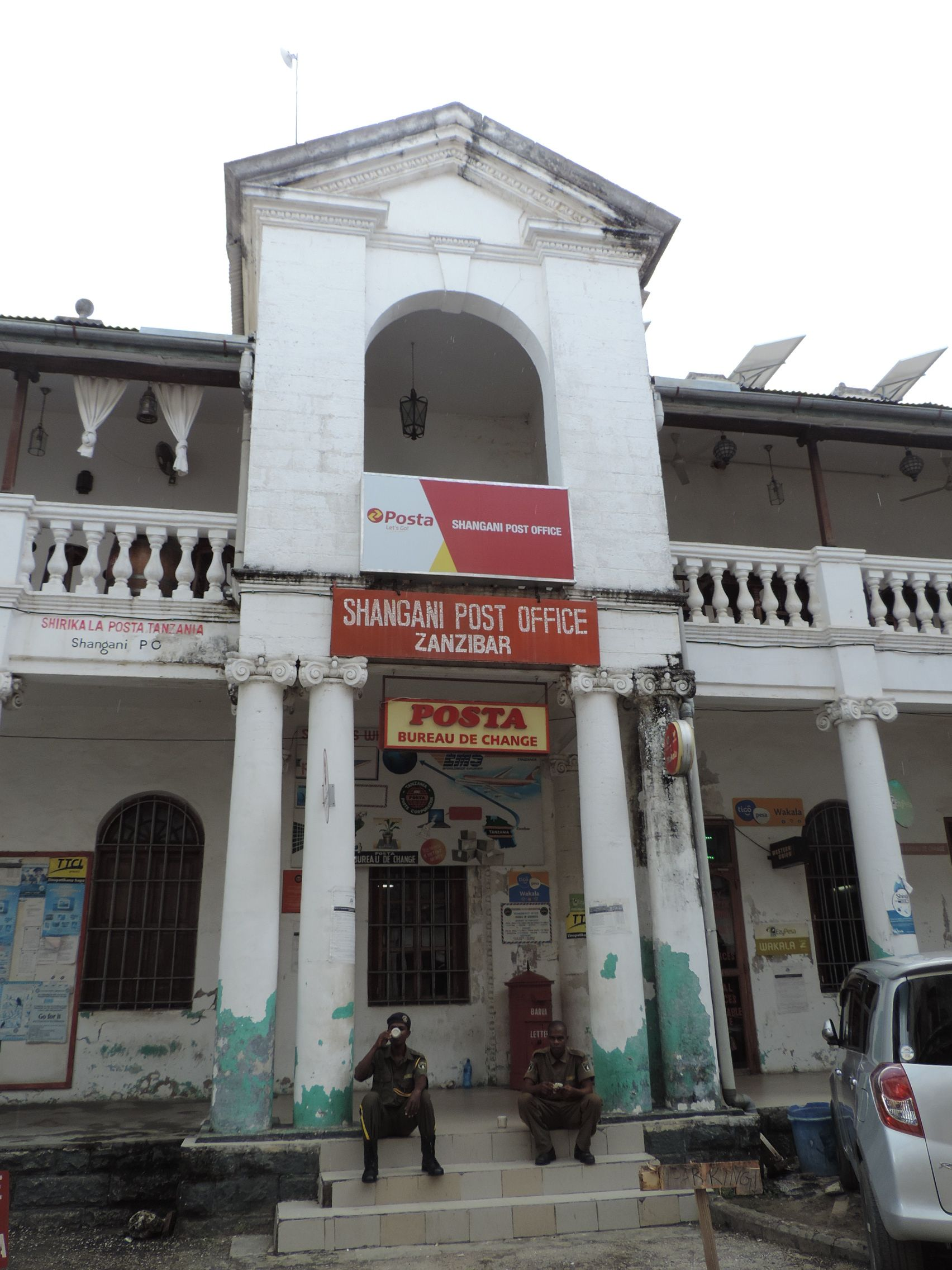
Bureau de poste à Stone Town, Zanzibar.

- les services de messagerie et de colis,
- courrier et courrier Express,
- services financiers et d’agence,
- services et application des technologies de l’information et de la communication.